# شهرستان لیش
شهرستان لیش (به لاتین: County Laois؛ تلفظ: ‎/liːʃ/‎) یک شهرستان در جمهوری ایرلند است که در استان لینستر واقع شده‌است. شهرستان لیش ۱٬۷۲۰ کیلومتر مربع مساحت و ۸۴٬۷۳۲ نفر جمعیت دارد.

## شهرهای خواهرخوانده
آرلینگتون، ماساچوست, ایالات متحده آمریکا
 کارلتون پلیس, کانادا (۲۰۰۸)
 Coulounieix-Chamiers, فرانسه (۱۹۹۶)
 فرانکلین، تنسی, ایالات متحده آمریکا (۲۰۰۸)